# Аннетт Бем
Аннетт Бем  (нім. Annett Böhm, 8 січня 1980) — німецька дзюдоїстка, олімпійська медалістка.

## Виступи на Олімпіадах
| Олімпіада  | Дисципліна               | Місце |
| ---------- | ------------------------ | ----- |
| Афіни 2004 | дзюдо, середня категорія | 3T    |
| Пекін 2008 | дзюдо, середня категорія | 5T    |